# Chrysolina beatricis
Chrysolina beatricis es un coleóptero de la familia Chrysomelidae.
Fue descrita científicamente en 1980 por Daccordi.